# Hans Dietschy
Hans Dietschy (* 21. Oktober 1912 in Hägendorf; † 13. Oktober 1991 in Basel) war ein Schweizer Ethnologe, Historiker und Politiker (EVP).

## Leben
Dietschy studierte Ethnologie und Geschichtswissenschaften an den Universitäten Basel und Berlin und promovierte 1939 mit einer Arbeit über amerikanische Keulen und Holzschwerter. Von 1940 bis 1954 war er Lehrer an der Kantonalen Handelsschule Basel. Von 1954 bis 1955 hielt er sich für Forschungen in Brasilien auf, wo er die Kultur der Karajá-Indianer untersuchte. Von 1956 bis 1964 lehrte er Ethnopsychologie am C. G. Jung-Institut in Zürich. Von 1959 bis 1963 vertrat Dietschy die Evangelische Volkspartei im Grossen Rat. Von 1964 bis 1970 war er Professor an der École pratique des hautes études in Paris.
Dietschy publizierte mehrere Studien zur Mexikanistik und zu südamerikanischen Indianerkulturen sowie über deren Verwandtschaftsterminologie und -struktur.

## Schriften (Auswahl)
- Die amerikanischen Keulen und Holzschwerter in ihrer Beziehung zur Kulturgeschichte der Neuen Welt. Diss. Phil. Basel, Leiden: E. J. Brill 1939 (Internationales Archiv für Ethnographie; Bd. 37).
- Führer durch das Museum für Völkerkunde, Basel: Alt-Mexiko. Basel: Museum für Völkerkunde 1945.
- Farbwahl und Charakter von zentralbrasilian. Indianern. In: Acta Tropica, Nr. 15, 1958, S. 241–246
- Übersetzungen verschiedener Werke des dänischen Ethnologen Kaj Birket-Smith.